# Portugese meerwaardeherdenkingsmunten
Hieronder volgt een lijst van de meerwaardeherdenkingsmunten van Portugal.

## € 5-munten
| Afbeelding | Ter gelegenheid van                          | Oplage  | Datum uitgave   |
| ---------- | -------------------------------------------- | ------- | --------------- |
|            | 150 jaar Portugese postzegels (zilver)       | 340.000 | 2003            |
|            | 150 jaar Portugese postzegels (goud)         | 10.000  | 2003            |
|            | (Christuskloster Tomar)                      | 320.000 | januari 2004    |
|            | Historisch stadscentrum van Évora            | 320.000 | januari 2004    |
|            | 800 jaar geboorte paus Johannes XXI (zilver) | 315.000 | oktober 2005    |
|            | 800 jaar geboorte paus Johannes XXI (goud)   | 7.500   | oktober 2005    |
|            | Historisch centrum van Angra                 | 315.000 | 7 december 2005 |
|            | Klooster in Batalha                          | 315.000 | 7 december 2005 |

Herdenkingsmunten van € 2  (lijst)

'04 · '05 · '06 · '07 · '08 · '09 · '10 · '11 · '12 · '13 · '14 · '15 · '16 · '17 · '18 · '19 · '20 · '21 · '22 · '23 · '24 · '25 · '26

Gemeenschappelijke uitgiftes: 50 jaar Verdrag van Rome (2007) · 
10 jaar EMU (2009) · 
10 jaar euro (2012) · 
30 jaar Europese vlag (2015) ·
35 jaar ERASMUS-programma (2022)

Series: Luxemburgse dynastie · 
Duitse 'Bundesländer' · 
Spaanse UNESCO-Werelderfgoedlijst · 
Maltese Constitutionele Geschiedenis · 
Maltese Door kinderen met solidariteit · 
Letse Historische en Culturele Regio's · 
Maltese Prehistorische Tempels ·
Litouwse Etnografische Regio's ·
Franse Countdown naar de Olympische Zomerspelen van 2024 in Parijs ·
Duitse Bundesländer II ·
Maltese Ommuurde Steden
Meerwaardeherdenkingsmunten

België · 
Cyprus · 
Duitsland · 
Finland · 
Frankrijk · 
Griekenland · 
Ierland · 
Italië · 
Luxemburg · 
Malta · 
Nederland · 
Oostenrijk · 
Portugal · 
Slovenië · 
Slowakije · 
Spanje —
Non-EU: Monaco · 
San Marino · 
Vaticaanstad